# Llista de diputats al Parlament Europeu en representació de Grècia (III Legislatura)
Aquesta és una llista dels 24 diputats que representaren Grècia durant la III Legislatura del Parlament Europeu (1989–1994).

## Llista
| Nom                    | Partit nacional                                     | Grup del PE |
| ---------------------- | --------------------------------------------------- | ----------- |
| Alekos Alavanos        | Coalició de l'Esquerra i Progrés (Partit Comunista) | CE          |
| Georgios Anastasópulos | Nova Democràcia                                     | PPE         |
| Paraskevàs Avgerinos   | Moviment Socialista                                 | SOC         |
| Dimítrios Desil·las    | Coalició de l'Esquerra i Progrés (Partit Comunista) | CE          |
| Vasilis Efremidis      | Coalició de l'Esquerra i Progrés (Partit Comunista) | CE          |
| Marieta Giannaku       | Nova Democràcia                                     | PPE         |
| Emmanuïl Karel·lis     | Moviment Socialista                                 | SOC         |
| Efthímios Khristodulu  | Nova Democràcia                                     | PPE         |
| Sotiris Kostópulos     | Moviment Socialista                                 | SOC         |
| Efstàthios Lagakos     | Nova Democràcia                                     | PPE         |
| Panagiotis Lambrias    | Nova Democràcia                                     | PPE         |
| Dionísios Livanós      | Moviment Socialista                                 | SOC         |
| Dimítrios Niànias      | Renovació Democràtica                               |             |
| Dimítrios Pagorópulos  | Moviment Socialista                                 | SOC         |
| Mikhaïl Papagiannakis  | Coalició de l'Esquerra i Progrés (Sinaspismós)      | CE          |
| Khristos Paputsís      | Moviment Socialista                                 | SOC         |
| Ioannis Pesmazoglu     | Nova Democràcia                                     | PPE         |
| Fílippos Pierros       | Nova Democràcia                                     | PPE         |
| Georgios Raftópulos    | Moviment Socialista                                 | SOC         |
| Panagiotis Rumeliotis  | Moviment Socialista                                 | SOC         |
| Georgios Saridakis     | Nova Democràcia                                     | PPE         |
| Pavlos Sarlís          | Nova Democràcia                                     | PPE         |
| Ioannis Stamulis       | Moviment Socialista                                 | SOC         |
| Konstandinos Stavru    | Nova Democràcia                                     | PPE         |
| Konstandinos Tsimas    | Moviment Socialista                                 | SOC         |
| Georgios Zavós         | Nova Democràcia                                     | PPE         |